# N

Litera Nn scrisă cu fontul „School Script Dashed”.

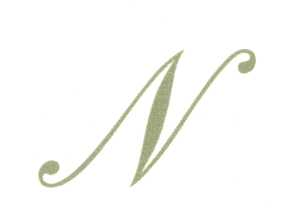
Majuscula N

Minuscula n

N este a paisprezecea literă din alfabetul latin și a șaptesprezecea din alfabetul limbii române. În limba română litera N notează o consoană nazală alveolară (numită uneori dentală în loc de alveolară), cu simbolul fonetic [n].

## Istorie
| D |

| D |

## Utilizări

### Înmatematică
- N este notația pentru Mulțimea numerelor naturale, dublându-se liniuța oblică/diagonală, adică ℕ.

### Înfizică
- N este notația pentru Newton, unitatea de măsură  pentru forță.

### Închimie
- N este simbolul chimic pentru Azot.

## Alte reprezentări
| Alfabetul fonetic NATO | Codul Morse |
| November               | –·          |

|                                                 |                     | ⠝       |
| Sistemul de semnalizare maritimă internațională | Alfabetul semaforic | Braille |